# Rafael Antonio Gutiérrez
Rafael Antonio Gutiérrez (1845-1921) militar, foi presidente de El Salvador entre 1894 e 1898.